# Motril
Motril ist eine Stadt in der Provinz Granada in Südspanien. Sie liegt (Luftlinie) etwa 50 Kilometer südlich der Provinzhauptstadt Granada, ist eine Hafenstadt am Mittelmeer und hat 59.632 Einwohner (Stand: 2024). 
Motril, Algeciras, Almería, Cádiz und Tarifa sind Brennpunkte der Einwanderung über das Mittelmeer in die EU, seit die Regierung Conte I (Italien) Mitte 2018 italienische Häfen für Migranten aus Afrika de facto gesperrt hat.
Am 2. Oktober 2018 wurde aus Teilen der Stadt Motril die Gemeinde Torrenueva Costa neu gebildet.

## Wirtschaft
Motril ist eine bedeutende Industrie- und Handelsstadt der Provinz (Papier, Zuckerrohr, Fischerei).

## Persönlichkeiten
- José Callejón (* 1987), Fußballspieler
- Miguel Yanguas (* 2002), Padelspieler